# Коссаковские
Коссаковские или Корвин-Коссаковские — графский и дворянский род герба Слеповрон, восходящий к началу XV века.

## Происхождение и история рода
В XVII и XVIII веке семеро Коссаковских были каштелянами. Симон-Мартин Коссаковский (Шимон; 1741—1794), великий литовский гетман, сторонник России, был повешен чернью в Вильне 25 апреля 1794, а его брат, епископ инфлянтский и коадъютор виленский, Иосиф-Казимир (1738—1794) — в Варшаве 9 мая 1794 года.
Иосиф Коссаковский (1772—1842) был генерал-адъютантом Наполеона I и губернатором Москвы, во время её занятия французами, в 1812 году.
Станислав Иосифович Коссаковский (1795—1872) получил в 1843 году графский титул Российской империи и был сенатором, председателем герольдии и членом государственного совета Царства Польского. Его сын граф Станислав-Казимир (1837—1905), известный польский геральдист, издал «Monògrafije historyczno-genealogiczne niektòrych rodzin polskich».
Род Коссаковских разделился на много ветвей, которые были внесены в списки дворян Царства Польского и в V и VI части родословных книг Виленской, Ковенской, Киевской, Подольской и Калужской губерний России.